# Associação Ferroviária de Esportes
Actualités
L'Associação Ferroviária de Esportes souvent appelé Ferroviária est un club brésilien de football basé dans la ville de Araraquara, dans l'État de São Paulo.

## Histoire
Le club est fondé le 12 avril 1950 par des membres de la compagnie de chemin de fer d'Araraquara. Le club commence au deuxième niveau du championnat d'État (Campeonato Paulista Série A2). En 1956, le club accède la première fois à la première division du championnat de São Paulo. Le Ferroviária retrouvera la Serie A2 en 1966 mais n'y séjourne qu'une saison et retrouve la Serie A1 en 1967.
En 1980, le club participe la première fois à la Serie B, la deuxième division du Brésil, et en 1982 il se qualifie pour la Serie A 1983 où il termine 12e sur 40. A partir de 1985 le club stagnera en Serie A1 du championnat Paulista, sera relégué en Serie A2 en 1996, puis en Serie A3 en 1998 puis encore plus bas jusqu'au 4e niveau du championnat de São Paulo. L'équipe remontera doucement la pente et retrouvera le plus haut niveau du championnat d'État en 2016 puis en 2018 la Serie D, la quatrième division du Brésil.
En 2023, Ferroviária est vice-champion de Serie D ce qui lui assure une promotion en Serie C.
En Serie C 2024, le club termine à la troisième place du classement général ce qui lui assure une nouvelle promotion.
En 2025, le Ferroviária après deux promotions successives retrouve la deuxième division du Brésil après 30 années.

## Section féminine
L'équipe féminine du club est un des clubs féminins les plus titrés du pays avec deux victoires en championnat du Brésil, une victoire en Coupe du Brésil et deux victoires en Copa Libertadores.